# Deir al-Gabrawi
Deir al-Gabrawi (àrab: دير الجبراوي, Dayr al-Jabrāwī) és un llogaret d'Egipte, situat a la riba est del Nil, al nord de la ciutat de Asiut i proper a la de Manfalut, on s'han trobat dos grups de tombes excavades a la pedra, construïdes durant la dinastia VI. Les tombes, unes 100, pertanyen als governadors del nomós XII de l'Alt Egipte; alguns porten el títol de Gran Senyor del nomós d'Abidos, i van controlar el territori entre el nomós VIII (al sud) fins al XII. La més important és la tomba d'Ibi.